# Teorija kontrole
Teorija kontrole u inženjerstvu kontrole sistema se bavi kontrolom dinamičkih sistema koji su u kontinuiranom radu u industrijskim procesima i mašinama. Objektiv je razvoj modela kontrole za kontrolisanje takvih sistema koristeći kontrolne akcije na optimalan način bez zastoja ili prekoračenja i osiguravanje kontrole stabilnosti.
Da bi se to ostvarilo, neophodan je kontroler koji vrši korekcije. Kontroler prati promenljive kontrolisanog procesa (PV), i poredi ih sa referencom ili setom tačaka (SP). Razlika između stvarnih i željenih vrednosti parametara procesa se naziva signalom greške, ili SP-PV greškom. Ona se povratno koristi za proizvođenje kontrolnih akcija da bi se kontrolisane procesne promenljive dovele na iste vrednosti kao i zadata tačka. Drugi aspekti koji se isto tako studiraju su kontrolibilnost i opservabilnost. Na tome je baziran napredni tip automacije koji doveo do revolucionarnih promena u industrijskoj proizvodnji, industriji aviona, komunikacijama i drugim oblastima. To se naziva povratnom kontrolom, i ona je obično kontinualna i obuhvata senzorska merenja i vršenje proračuna za podešavanja kako bi se merene promenljive održale u okviru zadatog opsega putem „konačnih kontrolnih elemenata”, kao što su kontrolni ventili.
Obično se ekstenzivno upotrebljava dijagramski stil poznat kao blok dijagram. Pri tome funkcija prenosa, takođe poznata kao sistemska funkcija ili funkcija mreže, je matematički model relacije između inputa i outputa bazirana na diferencijalnim jedančinama koje opisuju sistem.
Teorija kontrole je nastala u tokom 19. veka, kad je teoretsku bazu za operaciju kontrolera privi opisao Džejms Klerk Maksvel. Teoriju kontrole su dalje unapredili Edvard Raut 1874, Šarl Šturm i 1895. godine Adam Hurvic, koji su doprineli uspostavljanju kriterijuma kontrolne stabilnosti; a od 1922. godine na dalje Nikolas Minorski koji je razvio teoriju PID kontrole. Mada je glavna primena teorije kontrole u inženjerskim kontrolnim sistemima, koji se bave dizajnom industrijskih sistema kontrole procesa, drugi opsezi primene idu daleko izvan toga. Kao opšta teorija povratnih sistema, teorija kontrole je korisna kad god je javlja povratna sprega. Primeri toga se mogu naći u fiziologiji, elektronici, modelovanju klime, mašinskom dizajnu, ekosistemima, navigaciji, neuronskim mrežama, interakcijama predatora i plena, izražavanju gena, i teoriji produktivnosti.

## Literatura
- Levine, William S., ур. (1996). The Control Handbook. New York: CRC Press. ISBN 978-0-8493-8570-4.
- Karl J. Åström; Murray, Richard M. (2008). Feedback Systems: An Introduction for Scientists and Engineers. (PDF). Princeton University Press. ISBN 978-0-691-13576-2.
- Kilian, Christopher (2005). Modern Control Technology. Thompson Delmar Learning. ISBN 978-1-4018-5806-3.
- Bush, Vannevar (1929). Operational Circuit Analysis. John Wiley and Sons, Inc.
- Robert F. Stengel (1994). Optimal Control and Estimation. Dover Publications. ISBN 978-0-486-68200-6.
- Franklin;  . (2002). Feedback Control of Dynamic Systems (4 изд.). New Jersey: Prentice Hall. ISBN 978-0-13-032393-4.
- Hellerstein, Joseph L.; Tilbury, Dawn M.; Parekh, Sujay (2004). Feedback Control of Computing Systems. John Wiley and Sons. ISBN 978-0-471-26637-2.
- Hinrichsen, Diederich (2005). Mathematical Systems Theory I – Modelling, State Space Analysis, Stability and Robustness. Springer. ISBN 978-3-540-44125-0.
- Andrei, Neculai (2005). „Modern Control Theory – A historical Perspective” (PDF). Приступљено 10. 10. 2007.
- Sontag, Eduardo (1998). Mathematical Control Theory: Deterministic Finite Dimensional Systems. Second Edition (PDF). Springer. ISBN 978-0-387-98489-6.
- Goodwin, Graham (2001). Control System Design. Prentice Hall. ISBN 978-0-13-958653-8.
- Basso, Christophe (2012). Designing Control Loops for Linear and Switching Power Supplies: A Tutorial Guide. Artech House. ISBN 978-1608075577.
- Luyben, William (1989). Process Modeling, Simulation, and Control for Chemical Engineers. Mc Graw Hill. ISBN 978-0-07-039159-8.
- Бугера В. „Собственность и управление: философско-экономические очерки.” (PDF). Архивирано из оригинала (PDF) 04. 03. 2016. г. Приступљено 27. 12. 2018. — Москва: Наука. Bugera, Vladislav (2003). Property and management. Nauka. ISBN 978-5-02-032777-1.
- Autor, David H. (2015). „Why Are There Still So Many Jobs? The History and Future of Workplace Automation”. Journal of Economic Perspectives. 29 (3): 3. doi:10.1257/jep.29.3.3 . hdl:1721.1/109476. Архивирано из оригинала 01. 09. 2022. г. Приступљено 26. 06. 2023.
- Bennett, S. (1993). A History of Control Engineering 1930-1955. London: Peter Peregrinus Ltd. On behalf of the Institution of Electrical Engineers. ISBN 978-0-86341-280-6.
- Dunlop, John T., ур. (1962), Automation and Technological Change: Report of the Twenty-first American Assembly, Englewood Cliffs, NJ, USA: Prentice-Hall.
- Ewan, Mcgaughey (10. 1. 2018). „Will Robots Automate Your Job Away? Full Employment, Basic Income, and Economic Democracy”. SSRN 3044448 .
- Ouellette, Robert (1983), Automation Impacts on Industry, Ann Arbor, MI, USA: Ann Arbor Science Publishers, ISBN 978-0-250-40609-8.
- Trevathan, Vernon L., ур. (2006), A Guide to the Automation Body of Knowledge (2nd изд.), Research Triangle Park, NC, USA: International Society of Automation, ISBN 978-1-55617-984-6, Архивирано из оригинала 4. 7. 2008. г..
- Frohm, Jorgen (2008), Levels of Automation in Production Systems, Chalmers University of Technology, ISBN 978-91-7385-055-1.
- Executive Office of the President, Artificial Intelligence, Automation and the Economy (December 2016)
- Acemoglu, Daron; Restrepo, Pascual (2019). „Automation and New Tasks”. The Journal of Economic Perspectives. 33 (2): 3—30. JSTOR 26621237. S2CID 84834077. doi:10.1257/jep.33.2.3.
- Norton, Andrew (2017). „Automation and inequality”. International Institute for Environment and Development. JSTOR resrep02662.
- Danaher, John. “The Case for Technological Unemployment.” Automation and Utopia: Human Flourishing in a World without Work, Harvard University Press, 2019, pp. 25–52, . S2CID 241193739. doi:10.2307/j.ctvn5txpc.4. Недостаје или је празан параметар |title= (помоћ)
- Reinsch, William; Caporal, Jack (2020). „The Digital Economy & Data Governance”. Key Trends in the Global Economy Through 2030: 18—21. JSTOR resrep26050.6.
- Shiller, Robert J. “Automation and Artificial Intelligence Replace Almost All Jobs.” Narrative Economics: How Stories Go Viral and Drive Major Economic Events, Princeton University Press, 2019, pp. 196–211, . S2CID 242743486. doi:10.2307/j.ctvdf0jm5.19. Недостаје или је празан параметар |title= (помоћ)
- Wolf-Meyer, Matthew J. “The Revolutionary Horizons of Labor and Automation: Blue Collar and Player Piano.” Theory for the World to Come: Speculative Fiction and Apocalyptic Anthropology, University of Minnesota Press, 2019, pp. 41–50, „The Revolutionary Horizons of Labor and Automation”. Theory for the World to Come. 2019. стр. 41—50. ISBN 9781452962146. S2CID 243402643. doi:10.5749/j.ctvdtphr3.6.
- Dombalagian, Onnig H. “Automation.” Chasing the Tape: Information Law and Policy in Capital Markets, The MIT Press, 2015, pp. 163–78, Dombalagian, Onnig H. (2015). „Automation”. Chasing the Tape. The MIT Press. стр. 163—178. ISBN 978-0-262-02862-2. JSTOR j.ctt17kk8ps.16.
- Diakopoulos, Nicholas. “HYBRIDIZATION: COMBINING ALGORITHMS, AUTOMATION, AND PEOPLE IN NEWSWORK.” Automating the News: How Algorithms Are Rewriting the Media, Harvard University Press, 2019, pp. 13–40, Diakopoulos, Nicholas (2019). „Hybridization”. Automating the News. Harvard University Press. стр. 13–40. ISBN 978-0-674-97698-6. JSTOR j.ctv24w634d.4.
- HOLZER, HARRY J. “Automation, Jobs, and Wages: Should Workers Fear the New Automation?” Shifting Paradigms: Growth, Finance, Jobs, and Inequality in the Digital Economy, edited by ZIA QURESHI and CHEONSIK WOO, Brookings Institution Press, 2022, pp. 123–50, Holzer, Harry J. (2022). „Automation, Jobs, and Wages: Should Workers Fear the New Automation?”. Shifting Paradigms. Brookings Institution Press. стр. 123—150. ISBN 978-0-8157-3900-5. JSTOR 10.7864/j.ctv13xpqtd.9.
- CLAYPOOL, MOLLIE, JANE BURRY, JENNY SABIN, BOB SHEIL, and MARILENA SKAVARA. “TOWARDS DISCRETE AUTOMATION.” In Fabricate 2020: Making Resilient Architecture, 272–79. UCL Press, 2020. . S2CID 225987527. doi:10.2307/j.ctv13xpsvw.39. Недостаје или је празан параметар |title= (помоћ)
- TYSON, LAURA D., and Christine Lagarde. “Trade and Policy Adjustment to Automation Challenges.” Meeting Globalization’s Challenges: Policies to Make Trade Work for All, edited by LUÍS A. V. CATÃO and MAURICE OBSTFELD, Princeton University Press, 2019, pp. 229–36, . S2CID 233148209. doi:10.2307/j.ctvh1dr13.22. Недостаје или је празан параметар |title= (помоћ)
- McAfee, Andrew; Brynjolfsson, Erik (2016). „Human Work in the Robotic Future: Policy for the Age of Automation”. Foreign Affairs. 95 (4): 139—150. JSTOR 43946940.
- FREY, CARL BENEDIKT. “ARTIFICIAL INTELLIGENCE.” The Technology Trap: Capital, Labor, and Power in the Age of Automation, Princeton University Press, 2019, pp. 301–41, . S2CID 240776039. doi:10.2307/j.ctvc77cz1.21. Недостаје или је празан параметар |title= (помоћ)
- ATANASOSKI, NEDA, and KALINDI VORA. “Automation and the Invisible Service Function: Toward an ‘Artificial Artificial Intelligence.’” Surrogate Humanity: Race, Robots, and the Politics of Technological Futures, Duke University Press, 2019, pp. 87–107, . S2CID 242225446. doi:10.2307/j.ctv1198x3v.7. Недостаје или је празан параметар |title= (помоћ)
- Borrie, John (2019). „Cold war lessons for automation in nuclear weapon systems”. The Impact of Artificial Intelligence on Strategic Stability and Nuclear Risk: 41—52. JSTOR resrep24525.11.
- Estlund, C. (2021). Automation Anxiety: Why and How to Save Work. Oxford University Press. ISBN 978-0-197-56610-7. LCCN 2021011887.
- Dowd, C. (2020). Digital Journalism, Drones, and Automation: The Language and Abstractions behind the News. Oxford University Press. ISBN 978-0-190-65589-1. LCCN 2019036451.
- Winfield, A. (2012). Robotics: A Very Short Introduction. Very Short Introductions. Oxford University Press. ISBN 978-0-191-64648-5.
- Munn, L. (2022). Automation Is a Myth. Stanford University Press. ISBN 978-1-503-63142-7. LCCN 2021034838.
- Nilsson, N.J. (2009). The Quest for Artificial Intelligence. Cambridge University Press. ISBN 978-1-139-64282-8.